# Paradoks wyniku fałszywie pozytywnego
Paradoks wyniku fałszywie pozytywnego – paradoks statystyczny związany z testami przesiewowymi o niskim prawdopodobieństwie wyników fałszywie dodatnich. W populacji o niskiej częstotliwości czynnika wykrywanego przez test nawet wysoka skuteczność testu przesiewowego nie implikuje niskiego odsetka testów fałszywie dodatnich. Jest tak, dlatego że odsetek testów fałszywie dodatnich nie zależy jedynie od skuteczności testu, ale także od częstotliwości testowanego czynnika w badanej populacji.

## Przykład
W diagnostyce HIV stosuje się testy przesiewowe. W przypadku gdy dana osoba jest zakażona, a badanie prawidłowo wykonane, test daje wynik pozytywny w 100% przypadków, jednak w pewnych przypadkach gdy dana osoba nie jest zakażona, test może zwrócić wynik fałszywie pozytywny. Są to podawane przez producenta właściwości testów przesiewowych (tzw. czułość i swoistość) związane z dwuetapowym procesem diagnostyki. Testy stosowane w pierwszym etapie diagnostyki HIV wykazują czułość 100% i swoistość na poziomie co najmniej 99,5%, co oznacza, że wynik błędny jest otrzymywany tylko w mniej niż w 0,5% przypadków i są to wyniki fałszywie dodatnie.
Intuicyjnie wydaje się oczywiste, że w przypadku otrzymania wyniku pozytywnego przy tak wysokiej swoistości testu szansa na to, że jest to wynik fałszywy jest mała. W istocie prawdopodobieństwo warunkowe rzeczywistego zakażenia z wiedzą a posteriori o pozytywnym wyniku testu nie zależy jedynie od swoistości tego testu, ale także od częstotliwości testowanego czynnika w populacji. W typowych przypadkach jest ona na tyle niska, że prawdopodobieństwo warunkowe po otrzymaniu wyniku pozytywnego pozostaje niskie.
Niech zdarzenie A oznacza, że badana osoba jest zakażona wirusem HIV, zdarzenie A' że nie jest i niech B oznacza, że wynik testu jest pozytywny. Stosując twierdzenie Bayesa:
{\displaystyle P(A|B)=P(B|A)\cdot {\frac {P(A)}{P(B|A)P(A)+P(B|A')P(A')}}={\frac {P(B|A)P(A)}{P(B|A)P(A)+P(B|A')(1-P(A))}}}
W Polsce szacowana częstotliwość występowania HIV to 1:1000 zatem odsetek tych wyników pozytywnych, które są prawdziwe wynosi:
{\displaystyle P(A|B)={\frac {0,995\cdot 0,001}{0,995\cdot 0,001+0,005\cdot 0,999}}=0,166}
Zatem pomimo bardzo wysokiej swoistości testu na poziomie 99,5% średnio 5 na 6 testów z wynikiem dodatnim wykonanych w obrębie polskiej populacji dałoby wynik fałszywy.